# Francesco Bissolo
Francesco Bissolo (1470-72 - 20 de abril de 1554) era um pintor Veneziano da Renascença. Ele também é conhecido como Pier Francesco Bissolo.

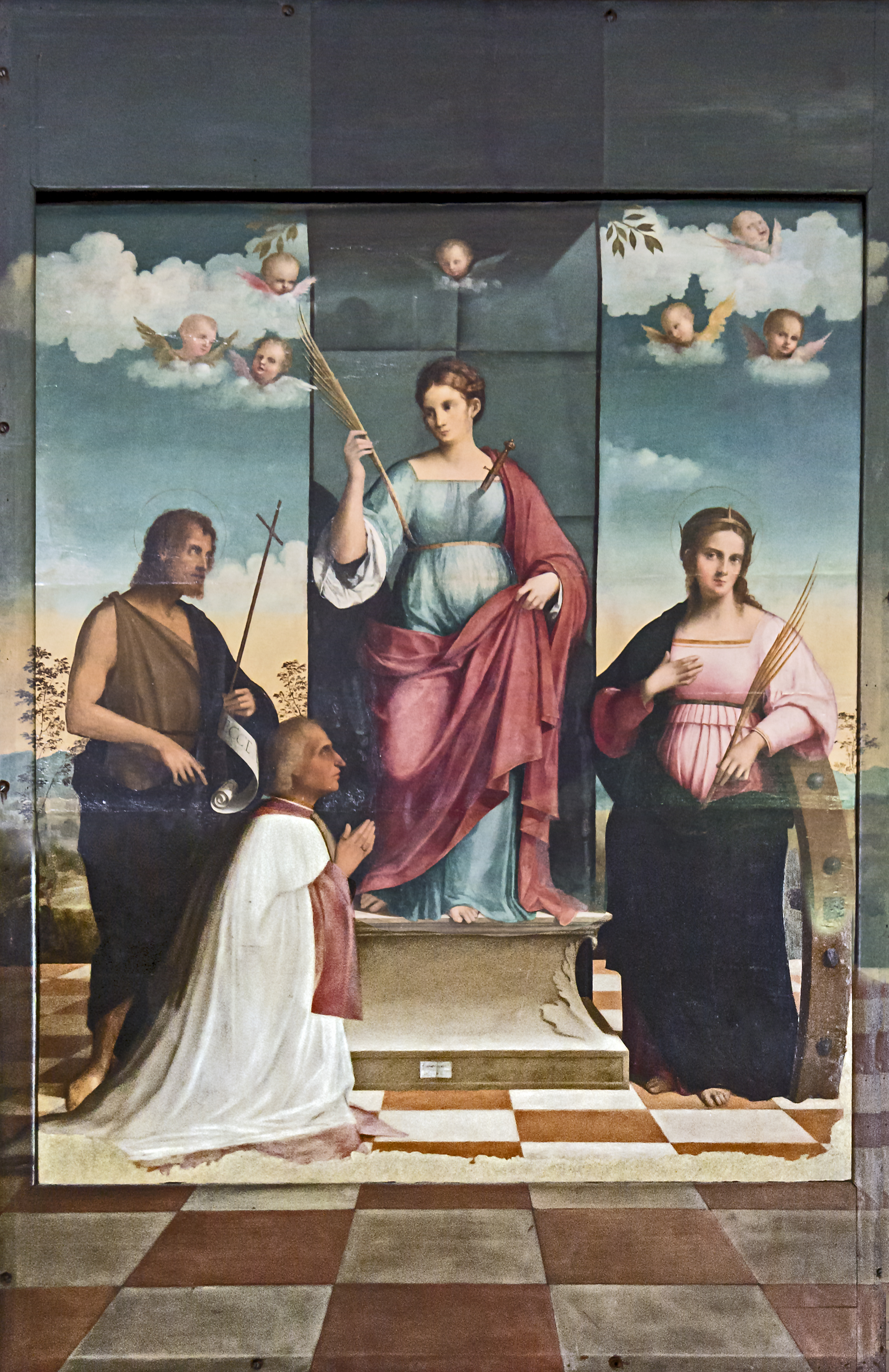
Santa Giustina na Catedral de Treviso

Ele é descrito como um aluno de Giovanni Bellini. Ele pintou Santa Giustina para a catedral de Treviso e a Sagrada Família com um doador na paisagem encontrada no Instituto de Arte de Dayton, em Ohio, Estados Unidos.
Morreu na contrada de S. Marciliano em 20 de abril de 1554, depois de seis meses de doença.